# Neutralí
El neutralí és una partícula elemental hipotètica de tipus fermiònic i elèctricament neutra que apareix en algunes versions de les teories o models de partícules amb supersimetria. Els símbols estàndards dels neutralins són {\displaystyle {\tilde {N}}_{1}^{0}} (el més lleuger), {\displaystyle {\tilde {N}}_{2}^{0}}, {\displaystyle {\tilde {N}}_{3}^{0}} i {\displaystyle {\tilde {N}}_{4}^{0}} (el més pesant), tot i que ocasionalment també es representen mitjançant {\displaystyle {\tilde {\chi }}_{i}^{0}} (chi), on {\displaystyle i} va d'1 a 4.
Segons la supersimetria, les supercompanyes del bosó Z (zetí), el fotó (fotí) i el bosó de Higgs (higgsí) tenen totes els mateixos nombres quàntics, així que es combinen per a formar neutralins. Pràcticament indetectable, només interacciona mitjançant la gravetat i la interacció dèbil, i no presenta càrrega elèctrica ni de color. És un fermió i, si existeix i és estable (cosa que es desconeix), podria tenir una massa compresa entre 30 i 5000 GeV/{\displaystyle c^{2}}.
En cosmologia, el neutralí es considera una possible WIMP i, per tant, una partícula candidata per a resoldre el problema de la matèria fosca.